# Mandala Airlines
Tigerair Mandala, anteriormente Mandala Airlines, é uma empresa aérea da Indonésia.

## Frota

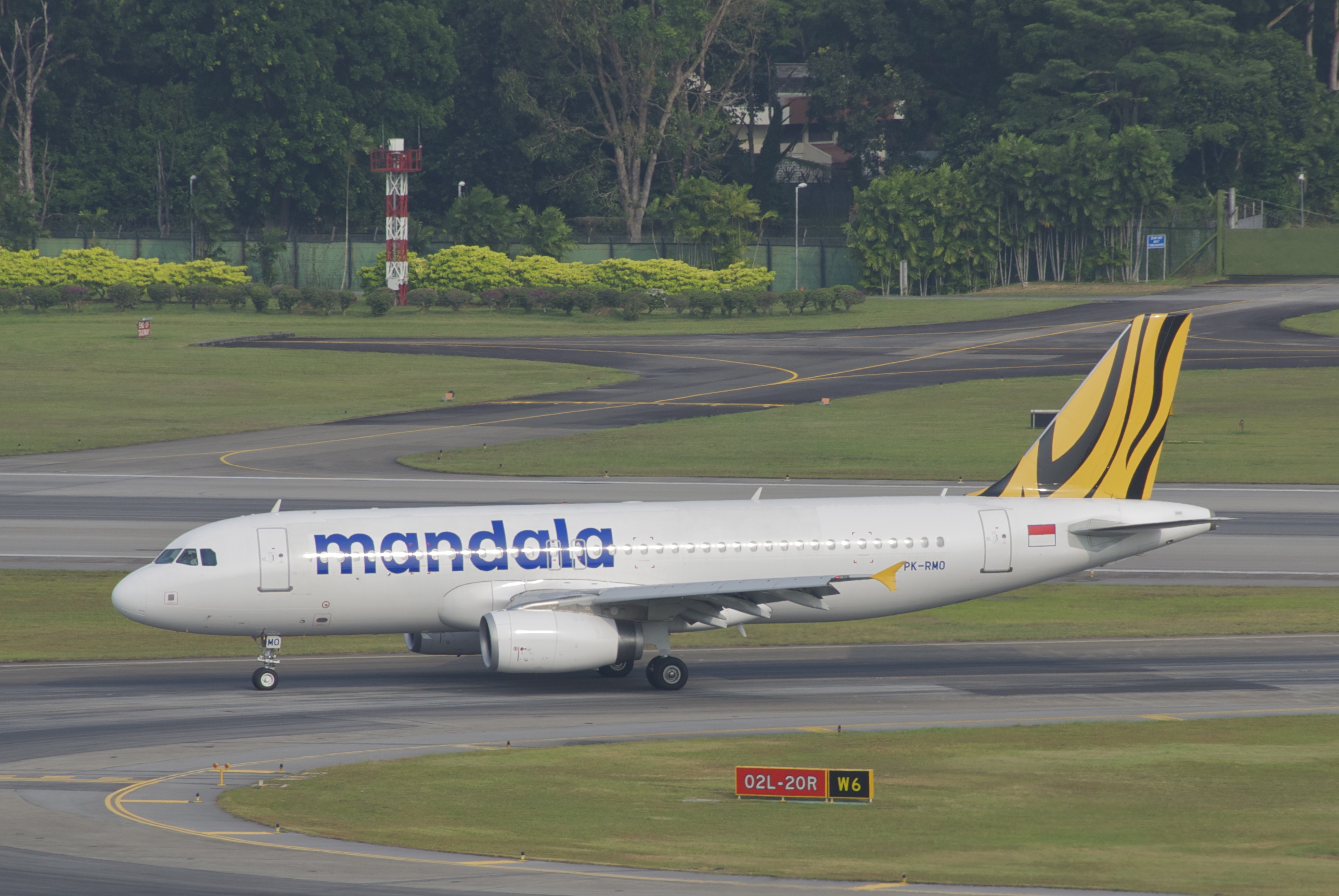
Um Airbus A320-232 da Mandala Airlines

A frota da Tigerair Mandala consistia nas seguintes aeronaves (Julho de 2013):
| Aeronaves       | Em Serviço | Ordens | Passageiros | Notas |
| --------------- | ---------- | ------ | ----------- | ----- |
| Airbus A320-200 | 9          | –      | 180         |       |
| Total           | 9          | 0      |             |       |